# Scaralis nigronotata
Scaralis nigronotata är en insektsart som beskrevs av Stsl 1863. Scaralis nigronotata ingår i släktet Scaralis och familjen lyktstritar. Inga underarter finns listade i Catalogue of Life.